# Nicklas Helenius
Nicklas Helenius Jensen (ur. 8 maja 1991 w Svenstrup) – duński piłkarz grający na pozycji napastnika w Silkeborg IF.

## Kariera klubowa

### Aalborg BK
Swoją karierę piłkarską Helenius Jensen rozpoczął w klubie Svenstrup-Godthåb IF. W 2005 roku podjął treningi w Aalborgu BK. W 2010 roku awansował do kadry pierwszej drużyny. 16 maja 2010 zadebiutował w duńskiej ekstraklasie w zremisowanym 0:0 domowym meczu z HB Køge. W sezonie 2010/2011 stał się podstawowym zawodnikiem Aalborga. 12 września 2010 strzelił pierwszego gola w duńskiej lidze w przegranym 2:3 domowym spotkaniu z AC Horsens.

### Aston Villa
18 czerwca 2013 roku podpisał trzyletni kontrakt z Aston Villą. 24 sierpnia 2014 roku Helenius zadebiutował w Premier League, a jego drużyna przegrała z Liverpoolem. Pierwszego gola w barwach Aston Villi strzelił 4 stycznia 2014 roku w trzeciej rundzie pucharu Anglii w meczu z Sheffield United.

### Aalborg BK
8 lipca 2014 roku Helenius został wypożyczony do Aalborg BK, a 3 lipca 2015 na zasadzie wolnego transferu został jego zawodnikiem. W sezonie 2015/2016 był wypożyczony do SC Paderborn 07, a w sezonie 2016/2017 do Silkeborga.

### Odense BK
1 lipca 2017 roku Helenius został zawodnikiem Odense BK. W tej drużynie zadebiutował 17 lipca w przegranym 1:2 spotkaniu z FC Nordsjælland.

### Aarhus GF
7 lipca 2019 roku przeszedł do Aarhus GF. Swój pierwszy mecz w tym zespole rozegrał 5 sierpnia 2019 z Lyngby BK (1:2).

### Silkeborg IF
1 stycznia 2021 Helenius został piłkarzem zespołu Silkeborg IF. Podpisał z tym klubem 3,5 letni kontrakt. W sezonie 2020/2021 Silkeborg wywalczył awans do Superligaen, a w następnym zajął trzecie miejsce w tych rozgrywkach. W sezonie 2021/2022 Helenius zdobył również tytuł króla strzelców ligi duńskiej z wynikiem 17 goli.
| Sezon   | Klub                | Kraj   | Rozgrywki      | Mecze | Bramki |
| ------- | ------------------- | ------ | -------------- | ----- | ------ |
| 2009/10 | Aalborg BK          | Dania  | Superligaen    | 1     | 0      |
| 2010/11 | Aalborg BK          | Dania  | Superligaen    | 29    | 5      |
| 2011/12 | Aalborg BK          | Dania  | Superligaen    | 32    | 13     |
| 2012/13 | Aalborg BK          | Dania  | Superligaen    | 33    | 16     |
| 2013/14 | Aston Villa         | Anglia | Premier League | 3     | 0      |
| 2014/15 | Aalborg BK (wyp.)   | Dania  | Superligaen    | 32    | 8      |
| 2015/16 | Aalborg BK          | Dania  | Superligaen    | 10    | 0      |
| 2015/16 | SC Paderborn (wyp.) | Niemcy | 2. Bundesliga  | 14    | 4      |
| 2016/17 | Aalborg BK          | Dania  | Superligaen    | 3     | 0      |
| 2016/17 | Silkeborg IF (wyp.) | Dania  | Superligaen    | 29    | 10     |
| 2017/18 | Odense BK           | Dania  | Superligaen    | 29    | 8      |
| 2018/19 | Odense BK           | Dania  | Superligaen    | 27    | 7      |
| 2019/20 | Aarhus GF           | Dania  | Superligaen    | 30    | 3      |
| 2020/21 | Aarhus GF           | Dania  | Superligaen    | 10    | 0      |
| 2020/21 | Silkeborg IF        | Dania  | 1. division    | 13    | 10     |
| 2021/22 | Silkeborg IF        | Dania  | Superligaen    | 29    | 17     |

Stan na: 10 czerwca 2022

## Kariera reprezentacyjna
Helenius Jensen występował w reprezentacji Danii U-20 i U-21. 15 sierpnia 2012 zadebiutował w dorosłej reprezentacji w przegranym 1:3 towarzyskim meczu ze Słowacją, rozegranym w Odense.